# Corupția în Liberia
Corupția este endemică la fiecare nivel al societății liberiene, făcând din Liberia una dintre cele mai corupte națiuni din lume din punct de vedere politic. Ca atare, corupția nu este în mod specific o infracțiune pasibilă de pedeapsă conform legislației liberiene, ceea ce exacerbează și mai mult natura corupției prezente în țară. Când președintele Sirleaf a preluat funcția în 2006, ea a anunțat că corupția este „principalul inamic public”.
În 2014, Deborah Malac⁠(d), la acea vreme ambasador al SUA în Liberia, a declarat că „Corupția rămâne o problemă gravă în Liberia. Ea subminează transparența, responsabilitatea și încrederea populației în instituțiile guvernamentale”.

## Dinamica corupției
În Raportul din 2013 al Departamentului de Stat al SUA privind drepturile omului în Liberia, s-a subliniat faptul că în Liberia corupția nu este o infracțiune, deși există sancțiuni penale pentru sabotajul economic, gestionarea defectuoasă a fondurilor și alte acte legate de corupție. Potrivit unui raport din 2013 publicat de Departamentul de Stat al SUA, nivelurile scăzute de remunerare a funcționarilor publici⁠(d) din Liberia, formarea profesională minimă și lipsa urmăririlor penale de succes au exacerbat corupția oficială și au contribuit la promovarea unei culturi a impunității.

## Amploarea corupției

### Oficialii guvernamentali

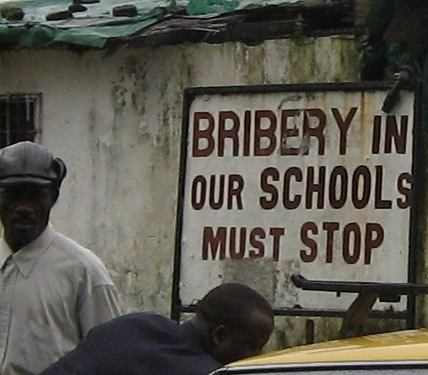
Un semn anticorupție în Liberia, 2004.

În Indicele de percepție a corupției din 2024 al Transparency International, Liberia a obținut scorul 27 pe o scară de la 0 („foarte corupt”) la 100 („necorupt”). În funcție de scor, Liberia s-a clasat pe locul 135 între cele 180 de țări din Index, în care țara clasată pe primul loc este percepută ca având cel mai onest sector public. Pentru comparație cu scorurile regionale, scorul mediu în rândul țărilor din Africa Subsahariană a fost de 33. Cel mai mare scor din Africa Subsahariană a fost 72, iar cel mai mic scor a fost 8. Pentru comparație cu scorurile la nivel mondial, cel mai bun scor a fost 90 (locul 1), scorul mediu a fost 43, iar cel mai mic scor a fost 8 (locul 180).
În 2012, guvernul central liberian a demis sau suspendat o serie de funcționari pentru corupție. Auditorul general Robert L. Kilby și directorul general al Agenției de Servicii Generale Pealrine Davis-Parkinson au fost demiși pentru conflicte de interese.
Ministrul adjunct al justiției, Freddie Taylor, comisarul adjunct al Biroului de Imigrație și Naturalizare⁠(d) (BIN), Robert Buddy, fostul procuror general, Micah Wright, și șeful patrulei de frontieră a BIN, Wilson Garpeh, au fost demiși pentru presupusa implicare în traficul de persoane.
Ministrul adjunct al lucrărilor publice, Victor B. Smith, a fost suspendat pentru presupusa încălcare a legii, dar a fost repus în funcție o săptămână mai târziu, în urma unei anchete. Președinta Sirleaf a demis președintele și alți membri ai consiliului de administrație al Autorității Aeroporturilor din Liberia, pe fondul unor acuzații de corupție. Un ministru adjunct al muncii a fost, de asemenea, demis pentru că a eliberat permise de muncă străinilor după ce ar fi luat mită.

### Sistemul juridic liberian
Raportul Departamentului de Stat al SUA din 2013 a afirmat că: „Judecătorii au fost susceptibili la mită pentru a acorda despăgubiri în cauze civile. Judecătorii au cerut uneori mită pentru a judeca cauze, pentru a elibera deținuți din închisoare sau pentru a găsi inculpați nevinovați în cauze penale. Avocații apărării și procurorii au sugerat uneori inculpaților să plătească mită pentru a obține hotărâri favorabile de la judecători, procurori, jurați și ofițeri de poliție sau pentru a-i liniști.”
În 2012, Poliția Națională din Liberia⁠(d) (LNP) „a investigat rapoarte privind conduita necorespunzătoare sau corupția poliției, iar autoritățile au suspendat sau demis mai mulți ofițeri LNP.”
În 2013, Human Rights Watch a publicat un raport special despre corupția poliției din Liberia. Au fost intervievate mai mult de 120 de persoane care au declarat că au fost victime în relațiile lor cu poliția. Aceștia au declarat că „ofițerii de poliție solicită de obicei victimelor infracțiunilor să plătească pentru înregistrarea cazurilor lor, pentru transportul la locul infracțiunii și pentru pixuri și alte articole utilizate în anchetă. Suspecții de infracțiuni plătesc în mod obișnuit mită pentru eliberarea din arestul poliției.”
Vânzătorii ambulanți au declarat că au fost adesea victime ale raidurilor poliției, în special în Monrovia. Vânzătorii au declarat că poliția fură în mod obișnuit bunuri, arestează vânzătorii și apoi le cere să plătească pentru eliberarea lor din detenție. Motocicliștii și taximetriștii din întreaga țară au descris hărțuirea și extorcarea de-a lungul drumurilor. Cei care refuză să îndeplinească cererile polițiștilor se confruntă cu violența și arestarea. Unitățile armate de elită, cum ar fi Unitatea de sprijin a poliției, au fost citate frecvent pentru abuzuri violente.
Human Rights Watch a intervievat, de asemenea, 35 de ofițeri de poliție de diferite ranguri pentru studiul său. Polițiștii au descris faptul că primesc provizii inadecvate, că trăiesc cu salarii mici și că sunt presați să își plătească superiorii pentru a obține posturi și promovări dorite.

### Sistemul de învățământ
În sistemul educațional din Liberia, patronajul și mita din partea administratorilor, profesorilor și studenților sunt raportate pe scară largă. Abuzul de resurse, absenteismul profesorilor și sexul pentru note sunt frecvente. O cultură a tăcerii împiedică raportarea problemelor și, prin urmare, orice reformă constructivă.
În 2013, o cutie de sugestii SMS anonimă și confidențială pentru studenți și educatori a început să funcționeze în elemente ale sistemului educațional din Liberia, pentru a raporta abuzurile sistemice.
În 2014, șeful Comisiei naționale pentru învățământul superior din Liberia a fost investigat pentru a doua oară de Comisia anticorupție din Liberia, în urma unor acuzații de deturnare de fonduri care ar fi fost cheltuite pentru călătorii oficiale care nu au avut loc niciodată. Comisia națională pentru învățământul superior coordonează, monitorizează, evaluează și acreditează toate instituțiile de învățământ superior.

## Notă explicativă
1. ↑  Angola, Benin, Botswana, Burkina Faso, Burundi, Camerun, Capul Verde, Republica Centrafricană, Ciad, Comore, Côte d'Ivoire, Republica Democrată Congo, Djibouti, Guineea Ecuatorială, Eritreea, Eswatini, Etiopia, Gabon, Gambia, Ghana, Guineea, Guineea-Bissau, Kenya, Lesotho, Liberia, Madagascar, Malawi, Mali, Mauritania, Mauritius, Namibia, Niger, Nigeria, Republica Congo, Rwanda, Sao Tome și Principe, Senegal, Seychelles, Sierra Leone, Somalia, Africa de Sud, Sudanul de Sud, Sudan, Swaziland, Tanzania, Togo, Uganda, Zambia și Zimbabwe.